# Taedium vitae

Le concept de taedium vitae (dégoût/fatigue de la vie) est né de la pensée du philosophe stoïcien Sénèque le Jeune.
Taedium vitae est par ailleurs le titre d'un conte d'Hermann Hesse paru en 1908 et d'un poème d'Oscar Wilde.

## Développement
Cette expression latine est souvent traduite par « dégoût de la vie » ou « mépris de la vie ». Ces traductions n’en expriment pas avec assez de justesse le sens, qui renvoie à un mal de vivre, à un ennui existentiel ou à un malaise fondamental, lequel n’est pas engendré par une affection précise, par exemple, une maladie, un état de pauvreté, un honneur blessé, mais qui se répand sur l’ensemble de l’existence. Ce sentiment généralisé de crise intérieure non identifiée, impression de mal habiter la terre ou de mal cohabiter avec soi, s’est répandu à Rome parmi l’élite à l’époque des guerres civiles. « Devant la vision apocalyptique d’un monde qui menaçait de s’écrouler au milieu des ruines de Rome et du massacre de ses plus éminents citoyens, un découragement sans bornes s’empara des âmes et des esprits les plus éclairés. »
Très significative à cet égard est la façon dont Lucrèce dépeint l’atmosphère de dépression collective qui a envahi la cité antique. « Si seulement les hommes, qui ont bien, semble-t-il, le sentiment du poids qui pèse sur leur esprit et les accable de sa pesanteur, pouvaient aussi comprendre l’origine de ce sentiment, d’où vient cette énorme masse de malheur qui oppresse le cœur, ils ne mèneraient plus cette vie dans laquelle, le plus souvent, nous le voyons, personne aujourd’hui ne sait vraiment ce qu’il veut, où chacun cherche toujours à changer de place comme s’il était possible par là de déposer le fardeau qui pèse sur nous ! Tel, souvent, sort d’une vaste demeure pour y rentrer sans tarder, découvrant qu’il n’est pas mieux dehors. Le voilà qui court en hâte vers sa maison de campagne, à bride abattue, comme s’il volait au secours de son logis en flammes ! Dès qu’il en a touché le seuil, il bâille, ou sombre dans un profond sommeil, en quête d’oubli — à moins qu’il ne regagne précipitamment la ville qu’il lui tarde de revoir. C’est ainsi que chacun se fuit soi-même, et cet être qu’il nous est impossible de fuir, auquel malgré soi, on reste attaché, on le hait — on est malade et on ne comprend pas la cause de son mal. »

## Sénèque
Sénèque est l’auteur qui a le plus combattu cette désaffection profonde de la vie, « ce tourbillonnement d’une âme qui ne se fixe nulle part, et cette résignation morose et douloureuse […] ; tenus étroitement enfermés, les désirs, faute d’issue, s’asphyxient d’eux-mêmes ; viennent alors la mélancolie, l’abattement et les innombrables flottements d’un esprit irrésolu. »

## Léon Schwartzenberg
« On dit : pour qu’il en soit arrivé là, pour qu’il se soit suicidé, il fallait qu’il en ait assez, que la vie le dégoûte. Dépression ou non, peu importe ! Le dégoût : je n’ai plus envie de goûter à ce monde, à ces femmes, à ces amis, à ce corps qui était le mien. Finies les sensations, finie la pensée, je retourne au végétal. »

## Jean Améry
Le taedium vitae « recouvrirait le fameux état d’âme, toujours empiriquement vérifiable, qui précède le suicide. »

## Joseph Conrad
Ennui de la « somnolence spirituelle », dans La Ligne d'ombre (Paris, Gallimard, Folio Classique, 2010, p. 59), le sentiment que « la vie n'est qu'un désert de jours perdus » qui donne le goût de « s'éloigner des hommes » et de fuir « la menace du vide ». Aussi, l'auteur écrit-il, « Il n'y avait rien de nouveau, d'étonnant, d'instructif à attendre du monde : aucune chance d'apprendre quelque chose sur soi-même, d'acquérir un peu de sagesse, de trouver de l'amusement. Tout n'était que stupidité surfaite... » (op. cit., p. 60). Heureusement pour Conrad, le second, ce sentiment du vide et du chaos précède une grande surprise : sa nomination comme capitaine au bord de l'Otago.

## Victor Segalen
« Ne pas sentir dans les reins ce poids incommensurable de cent lits parcourus avec entrain ! Ce n'est plus la fatigue achetée au jeu des muscles, mais l'illusion quotidienne, un accablement sans cause et sans vigueur, qui ne permet aucun espoir de sommeil et n'espère aucun réveil. » (Le syndrome de Diogène. Éloge des vieillesses, Actes Sud, 2007, p. 183)